# Kiss István (rendőr)

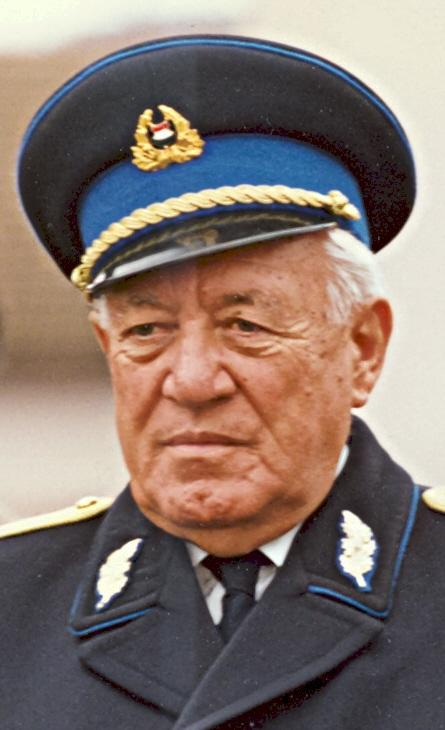

Kiss István (Ács, 1922. január 6. – Budakeszi, 2008. augusztus 20.) rendőr vezérőrnagy.

## Életút
1938-tól a Győri Vagon és Gépgyárban esztergályosként dolgozott. 1943-1944 között részt vett a József Attila Irodalmi Kör fedőnevű ellenállási mozgalomban, amiért 1945 februárjában 15 évi fegyházra ítélték. A Sopronkőhidai Fegyházból, mint politikai foglyot a németországi Matthausen koncentrációs táborba vitték. Az amerikai katonák által történő kiszabadítását követően, kalandos úton a Duna vonalát követve tért haza. 1945-1946 között az MKP, majd az MDP tagja volt.
A rendőrség kötelékében 1946-tól szolgált. A Zala megyei RFK irányítását követően a BRFK-ra helyezték át. 1953-tól főkapitány helyettes. 1956-ban is ezt a beosztást töltötte be.
A forradalom idején a közbiztonság rendjének fenntartására létrehozott fegyveres Nemzetőrség szervezését irányította. A Nemzetőrség megszervezéséért 1957-ben letartóztatták és a bíróság egy év négy hónap letöltendő szabadságvesztésre ítélte el. A börtönből 1958-ban szabadult.
Az Elnöki Tanács Elnöke 1963-ban mentesítette a büntetés hátrányos jogkövetkezményei alól. Ezután nyugdíjazásáig, civil pályán, jogászként dolgozott.
A Legfelsőbb Bíróság Katonai Kollégiuma az ítéletet 1989-ben hatályon kívül helyezte. A Belügyminisztérium 1990-ben rehabilitálta és tábornokká léptették elő. Az 1956-os érdemeiért megkapta az 56-os Emlékérmet és számos magas szintű elismerésben részesült.
Tulajdonosa a Szabadság Érdemrendnek, a Magyar Köztársaság Érdemrend Katonai Fokozatának és a Magyar Köztársaság Érdemrend Tiszti Keresztjének.
Alapító, majd később elnökségi tagja volt a polgárőrségnek.
1992-től a Nagy Imre Társaság TIB katonai tagozat alelnökeként éveken keresztül segítette a Belügyminisztérium 1956-os rehabilitációs munkáját. 1994-től az Ötvenhatos Emlékbizottság Szóvivője.
Említésre méltó kortörténeti műve, amelyben a Budapesti Nemzetőrség történetét tárja fel. Egész szolgálati tevékenységére jellemző volt a közért végzett áldozatos munka, a tiszta emberi kapcsolatok, a hivatásszeretet, a rendőrség iránti rendíthetetlen elkötelezettség.
Az Országos Rendőrfőkapitány a Rendőrség saját halottjává nyilvánította.

## Főbb művei
- Budapesti „Nemzetőrség” rövid története (2003) (Történelmi Kutató Intézetek kezelésében);
- Nemzetőrök Budapesten: hogyan lett a főkapitányság a Nemzetőrség szervezésének központja. Rebellitás 2. 1993. 6. 2–8.;
- Az 1956-os forradalom Fővárosi Rendőr-főkapitányság és Nemzetőrségének rövid története (2007)